# Спаська Євгенія Юріївна
Євге́нія (Ївга) Ю́ріївна (Гео́ргіївна) Спа́ська (20 грудня 1891 (1 січня 1892 за новим стилем), Ніжин, нині Чернігівської області, Україна — 12 вересня 1980, Алма-Ата, нині Алмати, Казахстан) — українська етнографка, мистецтвознавиця, дослідниця української, кримськотатарської, казахської та киргизької етнографії.

## Біографія
Народилася в м. Ніжин (нині Чернігівської обл.) у родині священика. Брат — історик-нумізмат, мистецтвознавець та музейник Іван Спаський.
Початкову освіту отримала вдома. В 1910 р. закінчила Ніжинську жіночу гімназію П. І. Кушакевич.
Упродовж 1910—1914 рр. навчалася на історико-філологічному факультеті Московських вищих жіночих курсів імені В. І.  Гер'є. З початком Першої Світової війни повернулася до Ніжина, де закінчила піврічні курси фельдшерсько-акушерської школи П. А. Буштедта й працювала медичною сестрою в місцевому земському госпіталі для поранених вояків.
Упродовж липня 1915—1917 рр. перебувала як медична сестра на Південно-Західному фронті, на території Східної Галичини та Буковини. Тут ознайомилася з побутом і традиційними промислами місцевих українців, що викликало щире захоплення, котре переросло в аматорські, а згодом і у професійні етнографічні студії — в 1919 р. стала однією з авторів книги «Народне мистецтво Галичини та Буковини».
В 1917—1919 рр. працювала у Києві в одному з відділів провінційного комітету Всеросійського Земського Союзу з надання допомоги населенню Галичини та Буковини, що постраждали від військових дій. У 1919 р. захворіла на черевний тиф і через ускладнення для більш ефективного лікування мала виїхати до Криму, де працювала у Ялті та Феодосії: в 1919—1920 роках — у санаторно-курортному управлінні Червоного Хреста, в 1920—1921 рр. — інструкторкою кустарних майстерень райспоживспілки. У Криму вивчала етнографію кримськотатарського народу, зокрема традиційну народну вишивку. Після смерті кримської етнологині Ольги Петрової стала розпорядницею її потужної колекції кримськотатарської вишивки, яку впродовж 1920-х рр. намагалася обробити й вивчати, оприлюднивши результати своїх студій у кількох наукових публікаціях.
Повернувшись до Києва у 1923 році працювала в редакції газети «Пролетарська правда», а з 1925 р. влаштувалася до Київського сільськогосподарського музею, де завідувала постійною індустріальною виставкою.
У 1924 році вступила до Київського археологічного інституту, де найбільший вплив на формування її як професійної науковиці й музейниці мав Д. Щербаківський, котрого вважала своїм науковим учителем. Сферою наукових інтересів Євгенії Спаської стало вивчення українських народних промислів, зокрема гончарства: бубніської кераміки, ічнянського та ніжинського кахлярства тощо. Перебували в полі зору дослідниці у інші народні промисли — ніжинське золотарство, кролевецьке ткацтво тощо. На час роботи в Київському сільськогосподарському музеї (1925—1934 рр.) припадає найбільш активний і плідний період її життя. З'явилися друком у виданнях ВУАН кілька її досліджень з українського гончарства XVII–XVIII ст., з історії промислового порцелянового виробництва ХІХ ст., біографічних матеріалів щодо українського етнографа ХІХ ст. Пелагеї Литвинової, у Баку були опубліковані результати студій з кримськотатарської народної вишивки. Упродовж середини — другої половини 1920-х рр. Спаська здійснила низку поїздок до відомих центрів народних промислів Українського Лівобережжя, зокрема до Ніжина, Кролевця, Ічні тощо. Впродовж цих поїздок, окрім збору етнографічних матеріалів, вела щоденникові записи, котрі нині є безцінним джерелом до вивчення як української етнології, так й української історіографії.
В 1927 р. після смерті Д. М. Щербаківського кандидатуру Євгенії Спаської запропоновано на його посаду в Історичному музеї, але відхилено через її формальний статус аспірантки.
На початку 1930-х рр. через згортання українознавчих досліджень й цькування з боку керівництва Київського сільськогосподарського музею Спаська змушена була переорієнтувати свої наукові студії в межах науково-дослідної кафедри Київського інституту промислової кооперації, з котрим того часу активно співпрацювала, а також на вивчення української народної вишивки — позаяк протягом 1926—1931 рр. працювала інструкторкою-організаторкою вишивальницького виробництва у Київському товаристві (артілі) «Текстильхудожекспорт». Результатом стало підготовка в 1931 році до друку рукопису книги «Промислова вишивка Київщини».
1931 року в Харківському науково-дослідному інституті матеріальної культури захистила кандидатську дисертацію, присвячену вивченню діяльності Волокитинської порцелянової мануфактури А. М.  Миклашевського. Край науковій і музейній діяльності Є. Ю. Спаської в Україні поклав арешт і заслання на три роки разом із сином і двома дітьми чоловіка від його першого шлюбу до м. Уральськ у Північно-Західному Казахстані.
В 1937 році після закінчення терміну заслання отримала дозвіл на переселення до Алма-Ата, де працювала у місцевому краєзнавчому музеї, здебільшого займаючись упорядкування нових археологічних колекцій. Упродовж 1939—1946 рр. змушена була із сином (інших дітей забрали родичі чоловіка) проживати на засланні у Семипалатинську, що у Східному Казахстані. Ще в Алма-Аті почала працювала інструкторкою з художніх промислів у структурі закладів Казахстанського експорту, працювала також у артілі «Килимарка».
Після виселення у Семипалатинську продовжила працювати у місцевих художніх майстернях інструкторкою. До наукової роботи змогла повернутися лише після повернення до Алма-Ати в 1946 р. Тут працювала до виходу на пенсію у 1959 році в Казахському педагогічному інституті ім. Абая — спершу як учена секретарка Вченої ради, згодом — завідувачка аспірантури. Основну увагу Є. Ю. Спаської як ученої-етнологині протягом повоєнного часу займало вивчення традиційних ремесел і побуту казахського та киргизького народів (цього часу, особливо після виходу на пенсію, часто перебувала в експедиціях сина-геолога), зокрема дослідженню ролі й значення мідних казанів у традиційних уявленнях і побуті місцевих кочових народів. Результати цих студій досі залишаються неопублікованими.
Перебуваючи на пенсії, Спаська співпрацювала з установами АН Казахської РСР — допомагала впорядковувати (каталогізувати) фонди Картинної галереї та Ботанічного саду. Перебуваючи на пенсії приводила до ладу приватний архів: переписала етнографічні щоденники 1921—1929 рр., впорядкувала зібрані в 1920-х — на початку 1930-х рр. матеріали польових етнографічних досліджень, доопрацювала чернетки неопублікованих досліджень, виконаних ще в Україні. З деяких матеріалів Євгенія Спаська зробила кілька авторських копій, надіславши їх до науково-дослідних і музейних установ Києва, Чернігова, Ніжина й Опішного; деякі з доопрацьованих рукописів були надруковані на межі 1950–1960-х рр. у науковій періодиці УРСР.
Померла Євгенія Спаська у місті Алма-Ата (нині м. Алмати, Республіка Казахстан). Реабілітована посмертно у 1989 році.
Син: Ю. А. Сергійко — казахстанський геолог і геофізик; брати: І. Г. Спаський — доктор. історичних наук, український і російський історик-нумізмат, музейник, головний зберігач Відділу нумізматики Державного Ермітажу, Ф. Г. Спаський — релігійний і громадський діяч російської діаспори у Франції; батько — ніжинський громадський і релігійний діяч прот. Г. І. Спаський.
У 2010 році у Ніжині встановлено меморіальну дошку на будинку родини Спаських (вул. Гребінки, 14), де проживала в тому числі Євгенія Спаська.
2010 року в Ніжині (з 2012 р. — також у Батурині) Чернігівської області кожні два роки проводяться Міжнародні Спаські наукові читання, присвячені представникам ніжинської родини Спаських.

## Архіви
- Інститут мистецтвознавства, фольклористики та етнології ім. М. Т. Рильського НАН України, ф. 48 («Спаська Євгенія Юріївна (1892—1980) — етнограф, дослідниця народного мистецтва» (особовий)), 74 од. зб.; 1897—1966 рр.

## Праці
- Глечик з хрестиком. Етюд з циклу «Чернігівське гончарство» // Матеріяли до етнології й антропології. — Львів, 1929. — Т. ХХІ–ХХІІ. — Ч. 1.
- Гончарські кахлі Чернігівщини XVIII–ХІХ ст. Четвертий етюд з циклу «Чернігівське гончарство». — К., 1928.
- Господарство кролевецьких скупників Риндіних (на Чернігівщині в XVII–XIX ст.) // УІЖ. — 1962. — № 5.
- Кахлі Чернігівщини (XVIII–ХІХ ст.). Попереднє звідомлення. — К., 1927. [Архівовано 23 листопада 2020 у Wayback Machine.]
- Матеріали до історії фарфорової фабрики А. М. Міклашевського (1839—1861) // Матеріали з етнографії та мистецтвознавства. — К. 1959. — Вип. V.
- Народ. мистецтво Галичини й Буковини: народное искусство Галиции и Буковины и Земской Союз в 1916—1917 г.г. войны. — К., 1919.
- Орнамент бубнівського посуду // Матеріали до етнології. — К., 1929. — Вип. ІІ.
- Пелагея Яківна Литвинова: Нарис її життя та праці за її рукописами та родинними документами // Етнографічний вісник. – К., 1928.  — Кн. 7.
- Подорожі по Чернігівщині: уривки з щоденників, рр. 1921—1926; головним чином про гончарство чернігівське // Українське гончарство. Національний культурологічний щорічник. За рік 1994. — Опішне, 1995. — Кн. 2.
- Пузирьовський посуд. Перший етюд з циклу «Чернігівське гончарство» // Українське гончарство. Національний культурологічний щорічник. За рік 1994. — Опінше, 1995. — Кн. 2.
- Спогади про мого найсуворішого вчителя Данила Щербаківського / Підг. С. Білокінь // Україна: Наука і культура. Україна: Щорічник. — К., 1990. — Вип. 24.
- Старо-Крымские узоры // Известия Общества обследования и изучения Азербайджана. — Баку, 1926. — № 3.
- Татарские вышивки Старо-Кримского района: По материалам А. М. Петровой // Известия Восточного факультета Азербайджанского университета им. В. И. Ленина. Сер.: Востоковедение. — Баку, 1926.
- Шльонський гончарний круг. Другий етюд з циклу «Чернігівське гончарство» // Матеріяли до етнології. — К., 1929. — Вип. ІІ.